# Mickey (film)
Mickey  este un film american sportiv dramatic din 2004 regizat de Hugh Wilson și scris de romancierul John Grisham. Rolurile principale au fost interpretate de actorii Harry Connick Jr., Mike Starr și Michelle Johnson.

## Distribuție
- Harry Connick, Jr. – Glen Ryan (Tripp Spence)
- Mike Starr – Tony
- Michelle Johnson – Patty
- Hugh Wilson – Munson
- John Grisham – Commissioner
- Shawn Salinas – Mickey Ryan (Derrick Spence)
- Mark Joy – Seeger
- Alexander Roos – Pudge
- Danny Bellacey
- Gill Baker – Peggy
- Stan Kelly – Prater
- Don Yesso – Cardinal's Coach
- Richard Fullerton – President Sloan
- Peter Gil – Senator Martinez
- Tom Trigo – Jack Fernandez
- Jon-Michael Moralez – Cuban Coach
- Jeremy Kesig – Fan Extra
- Christian Menges – Fan Extra
- Ryan Monoski – Fan Extra
- Parker Monoski – Fan Extra
- Brittney Monoski – Fan Extra
- Robbie “So Spicy” Marvin – Assistant Baseball Coach and #1 Draft Pick